# Andrew Earl
Andrew Earl (* 1976) je britský reprezentant ve sportovním lezení, vicemistr Evropy v boulderingu.

## Závodní výsledky
| Mistrovství Evropy | Mistrovství Evropy |
| Rok                | 2004               |
| ------------------ | ------------------ |
| Bouldering         | 2                  |